# Verordnung (EU) 2017/1129 (Prospektverordnung)
Die Prospektverordnung regelt den Wertpapierprospekt (kurz: Prospekt), der beim öffentlichen Angebot von Wertpapieren oder bei deren Zulassung zum Handel an einem geregelten Markt zu veröffentlichen ist und somit den Anlegerschutz, die Markteffizienz und damit den gemeinsamen Kapitalbinnenmarkt (Kapitalmarktunion) und in weiterer Folge die Vertiefung der Europäischen Integration.

## Ziele und Zweck der Prospektverordnung

### Zweck
Zweck der Prospektverordnung ist die Offenlegung von Informationen für den Anlegerschutz. Es sollen Informationsasymmetrien zwischen Anlegern und Emittenten /Anbieter von Wertpapieren beseitigt werden. Ein weiterer Grund für die Prospektverordnung ist die unionsweite Möglichkeit des Handels mit Wertpapieren, welcher nur mit der Harmonisierung des Kapitalbinnenmarktes möglich ist. Weitere Gründe für die Erlassung der Prospektverordnung sind zum Beispiel die Steigerung der internationalen Wettbewerbsfähigkeit der Europäischen Union und der Abbau von Verwaltungslasten für die Emittenten von Wertpapieren als auch die Anleger.

### Ziele
Ziel der Prospektverordnung ist es unter anderem auch, den Anlegerschutz und die Markteffizienz sicherzustellen und gleichzeitig den Kapitalbinnenmarkt zu stärken. Durch die Bereitstellung der Informationen in einem Wertpapierprospekt soll auch ein wirksames Mittel gegeben sein, um das Vertrauen der Anleger in Wertpapiere zu erhöhen und so zur reibungslosen Funktionsweise und zur Entwicklung der Wertpapiermärkte beizutragen.

### Ausnahmen
Ausnahmen von der Prospektverordnung sind vielfältig und umfangreich und wesentlich in Artikel 1 Abs. 1 bis 5 Prospektverordnung geregelt. Insbesondere findet die Prospektverordnung keine Anwendung auf:
- bestimmte Arten von Wertpapiere (Artikel 1 Abs. 2 Prospektverordnung) oder
- öffentliche Angebote von Wertpapieren mit einem Gesamtgegenwert in der Union von weniger als 1 000 000 EUR, wobei diese Obergrenze über einen Zeitraum von 12 Monaten zu berechnen ist (Artikel 3 Prospektverordnung).[9]

Es gibt auch Ausnahmen, bei denen zwar die Prospektverordnung grundsätzlich Anwendung findet, jedoch die Pflicht zur Veröffentlichung eines Prospekts keine Anwendung auf bestimmte öffentliche Angebote von Wertpapieren (Artikel 1 Abs. 4 Prospektverordnung) oder keine Anwendung auf die Zulassung bestimmter Instrumente zum Handel an einem geregelten Markt findet (Artikel 1 Abs. 4 Prospektverordnung). Dabei können, dies zur Klarstellung im Hinblick auf offene Rechtsfragen, die noch im Rahmen der Prospektrichtlinie bestanden, die Ausnahmen in Artikel 1 Abs. 4 und 5 Prospektverordnung von der Pflicht zur Veröffentlichung eines Prospekts miteinander kombiniert werden (jedoch wiederum mit bestimmten Ausnahmen – Artikel 1 Abs. 5 Prospektverordnung).
Wegen der unterschiedlichen Größe der Finanzmärkte in der Europäischen Union ist es zulässig, dass die Unionsmitgliedstaaten, öffentliche Angebote von Wertpapieren mit einem Gesamtgegenwert von bis zu 8.000.000 Euro von der in der Prospektverordnung vorgesehenen Pflicht zur Veröffentlichung eines Prospekts ausnehmen. Richtet sich ein Angebot von Wertpapieren zudem ausschließlich an einen eingeschränkten Kreis von Anlegern, die zwar keine qualifizierten Anleger sind, kann die Erstellung eines Prospekts angesichts der geringen Zahl von Personen, an die sich das Angebot richtet, unterlassen werden. Beispiel: Angebote, die sich an eine begrenzte Anzahl von Angehörigen einer Familie oder von persönlichen Bekannten der Geschäftsführer eines Unternehmens richten.

## Prospekt im Sinne der Prospektverordnung
Die Prospektverordnung legt die Anforderungen an die Erstellung, Billigung, und Verbreitung des Prospekts, der beim öffentlichen Angebot von Wertpapieren oder bei der Zulassung von Wertpapieren zum Handel an einem geregelten Markt, der sich in einem Mitgliedstaat befindet oder dort betrieben wird, zu veröffentlichen ist, fest. Prospekt im Sinne der Prospektverordnung umfasst solche für die verschiedensten Arten von Wertpapieren, Emittenten, Angeboten und Zulassungen, so zum Beispiel für Standardprospekte, Großkundenprospekte für Nichtdividendenwerte, Basisprospekte den vereinfachten Prospekt für Sekundäremissionen oder EU-Wachstumsprospekte. Der Prospektinhalt muss so ausgeführt sein, dass im Prospekt alle Informationen, die die Anleger für fundierte Anlageentscheidungen benötigen, enthalten sind.
Der Prospekt kann aus einem Dokument bestehen oder aus mehreren Einzeldokumenten zusammengefasst sein (Artikel 6 Abs. 3 Prospektverordnung).

## Prospekterstellung
Die Prospekterstellung, der Inhalt und die Aufmachung sind die zentralen Elemente der Prospektverordnung und in den Kapiteln II und III geregelt sowie in den Anhängen I bis V.
In den Artikeln 6 bis 12 (Kapitel II) der Prospektverordnung sind Regelungen zur Erstellung des Prospekts, die Prospektzusammenfassung, den Basisprospekt, das einheitliche Registrierungsformular, den aus mehreren Einzeldokumenten bestehenden Prospekt, die Prospekthaftung und die Gültigkeit des Prospekts, des Registrierungsformulars und des einheitlichen Registrierungsformulars, enthalten.
In den Artikeln 13 bis 19 (Kapitel III) der Prospektverordnung sind Regelungen über zwingende und fakultative Inhalte und die Aufmachung des Prospekts, die Mindestangaben und die Aufmachung, vereinfachte Offenlegungsregelung für Sekundäremissionen, den EU-Wachstumsprospekt, Risikofaktoren, endgültige Emissionskurse und das endgültige Emissionsvolumen der Wertpapiere, über die Nichtaufnahme von Informationen und die Aufnahme von Informationen mittels Verweis, sowie Ausnahmen enthalten.
Folgend sind einige ausgewählte Punkte aus Artikel 12 bis 19 der Prospektverordnung beispielhaft dargestellt.

### Erstellung, Inhalt und Aufmachung des Prospekts
Grundsätzlich muss ein Prospekt die erforderlichen Informationen enthalten, die für den Anleger wesentlich sind, um sich ein fundiertes Urteil über das Angebot bilden zu können. Diese Informationen sind insbesondere (Artikel 6 Abs. 1 Prospektverordnung):
- die Vermögenswerte und Verbindlichkeiten, die Gewinne und Verluste, die Finanzlage und die Aussichten des Emittenten und eines etwaigen Garantiegebers;
- die mit den Wertpapieren verbundenen Rechte; und
- die Gründe für die Emission und ihre Auswirkungen auf den Emittenten,

und müssen im Prospekt (unter Beachtung der in Artikel 6 Abs. 1 UAbs. 2 Prospektverordnung genannten Faktoren) in leicht zu analysierender, knapper und verständlicher Form geschrieben und präsentiert werden (Artikel 6 Abs. 2 Prospektverordnung).
Der Prospekt muss grundsätzlich in ein Registrierungsformular, eine Wertpapierbeschreibung und eine Zusammenfassung unterteilt werden (Artikel 6 Abs. 4 Prospektverordnung).
Registrierungsformular
Das Registrierungsformular enthält die Angaben zum Emittenten (Artikel 6 Abs. 4 Prospektverordnung). Nach Artikel 9 Abs. 1 der Prospektverordnung enthält das einheitliche Registrierungsformular Angaben zu Organisation, Geschäftstätigkeiten, Finanzlage, Ertrag und Zukunftsaussichten, Führung und Beteiligungsstruktur des Unternehmens.
Wertpapierbeschreibung
Die Wertpapierbeschreibung enthält die Angaben zu den Wertpapieren, die öffentlich angeboten werden oder zum Handel an einem geregelten Markt zugelassen werden sollen (Artikel 6 Abs. 4 Prospektverordnung).
Zusammenfassung
Die Prospektzusammenfassung nach Artikel 7 Abs. 1 Prospektverordnung enthält eine Zusammenfassung mit Basisinformationen, die Anlegern Aufschluss über Art und Risiken des Emittenten, des Garantiegebers und der angebotenen oder zum Handel an einem geregelten Markt zugelassenen Wertpapiere geben; die Zusammenfassung ist zusammen mit den anderen Teilen des Prospekts zu lesen und soll eine Entscheidungshilfe für Anleger im Hinblick auf Anlagen in die betreffenden Wertpapiere darstellen.
Die in der Zusammenfassung enthaltenen Informationen müssen präzise, redlich und klar und nicht irreführend formuliert sein. Die Zusammenfassung ist als eine Einleitung zu dem Prospekt zu verstehen und die darin enthaltenen Informationen müssen mit den in den anderen Teilen des Prospekts enthaltenen Informationen übereinstimmen (Artikel 7 Abs. 2 Prospektverordnung). Die Zusammenfassung darf ausgedruckt (mit Ausnahmen) eine maximale Länge von sieben DIN-A4-Seiten umfassen, wobei Buchstaben in gut leserlicher Größe zu verwenden sind. Die Zusammenfassung besteht nach Artikel 7 Abs. 4 und 5 Prospektverordnung aus vier Abschnitten:
- Einleitung mit Warnhinweisen;
- Basisinformationen über den Emittenten;
- Basisinformationen über die Wertpapiere;
- Basisinformationen über das öffentliche Angebot von Wertpapieren und/oder die Zulassung zum Handel an einem geregelten Markt.

Die Zusammenfassung darf dabei keine Querverweise auf andere Teile des Prospekts oder Angaben in Form eines Verweises enthalten (Artikel 7 Abs 11 Prospektverordnung).

### Prospekthaftung
Die Haftung für den Prospekt ist ein wichtiger Korrektiv um sicherzustellen, dass der Prospekt den Anforderungen der Prospektverordnung erstellt wird und entspricht. Dazu müssen die Unionsmitgliedstaaten sicherstellen, dass je nach Fall zumindest der Emittent oder dessen Verwaltungs-, Leitungs- oder Aufsichtsorgan, der Anbieter, die die Zulassung zum Handel an einem geregelten Markt beantragende Person oder der Garantiegeber für die Richtigkeit der in einem Prospekt und Nachträgen dazu enthaltenen Angaben haftet. Die verantwortlichen Personen sind auch im Prospekt eindeutig unter Angabe ihres Namens und ihrer Funktion, bei juristischen Personen ihres Namens und ihres Sitzes, zu benennen; der Prospekt muss zudem Erklärungen der betreffenden Personen enthalten, dass ihres Wissens die Angaben in dem Prospekt richtig sind und darin keine Angaben nicht aufgenommen werden, die die Aussage des Prospekts verändern können (Artikel 11 Abs. 1 Prospektverordnung). Die Haftung selbst ist europarechtlich nicht harmonisiert. Diese Ausgestaltung der Prospekthaftung bleibt weiterhin den Unionsmitgliedstaaten überlassen.

### Gültigkeit
Die Gültigkeit eines Prospektes beträgt grundsätzlich zwölf Monate (Artikel 12 Prospektverordnung). Grundsätzlich richtet sich der Zeitlauf bei einem Prospekt aus mehreren Einzeldokumenten, nach dem Datum der Billigung der Wertpapierbeschreibung (Artikel 12 Abs. 1 Prospektverordnung). Wurde ein Registrierungsformular zuvor gebilligt, so bleibt das Registrierungsformular als Bestandteil eines Prospekts für zwölf Monate nach Billigung des Registrierungsformulars gültig. Dabei hat das Ende der Gültigkeitsdauer eines solchen (einheitlichen) Registrierungsformulars (...) keine Auswirkungen auf die Gültigkeit eines Prospekts, dessen Bestandteil es ist (Artikel 12 Abs. 2 und 3 Prospektverordnung).
Ein gebilligter Prospekt muss einen deutlich sichtbaren Warnhinweis mit der Angabe enthalten, ab wann der Prospekt nicht mehr gültig ist. In dem Warnhinweis ist zudem anzugeben, dass die Pflicht zur Erstellung eines Prospektnachtrags im Falle wichtiger neuer Umstände, wesentlicher Unrichtigkeiten oder wesentlicher Ungenauigkeiten nicht besteht, wenn der Prospekt ungültig geworden ist (Artikel 21 Abs. 8 Prospektverordnung).

### Prospekterstellungspflicht bei Weiterveräußerung
Werden Wertpapiere später weiter veräußert, die zuvor Gegenstand einer oder mehrerer Arten von öffentlichen Angeboten von Wertpapieren gemäß Artikel 1 Absatz 4 Buchstaben a bis d Prospektverordnung waren, gilt dies als gesondertes Angebot. Dabei ist vom Anbieter zu entscheiden (siehe Begriffsbestimmung nach Artikel 2 Buchstabe d Prospektverordnung), ob es sich bei dieser Weiterveräußerung um ein öffentliches Angebot von Wertpapieren handelt. Bei der Platzierung von Wertpapieren durch Finanzintermediäre ist nach Artikel 5 Abs. 1 der Prospektverordnung ein Prospekt zu veröffentlichen, es sei denn, eine der Ausnahmen nach Artikel 1 Absatz 4 Buchstaben a bis d findet in Bezug auf die endgültige Platzierung Anwendung. Bei einer solchen späteren Weiterveräußerung von Wertpapieren oder einer endgültigen Platzierung von Wertpapieren durch Finanzintermediäre wird kein weiterer Prospekt verlangt, wenn ein gültiger Prospekt im Sinne des Artikels 12 vorliegt und der Emittent oder die für die Erstellung des Prospekts verantwortliche Person dessen Verwendung in einer schriftlichen Vereinbarung zugestimmt hat.

### Freiwilliger Prospekt
Die Erstellung eines Prospekts kann auch auf freiwilliger Basis erfolgen (Artikel 4 Prospektverordnung). Ein Emittent oder ein Anbieter kann beantragende auf freiwilliger Basis einen Prospekt im Einklang mit dieser Verordnung zu erstellen (Artikel 4 Abs 1 Prospektverordnung). Dieser Prospekt ist von der zuständigen Behörde des Unionsmitgliedstaats im Sinne des Artikels 2 Buchstabe m der Prospektverordnung zu billigen und es ergeben sich dann dieselben Rechte und Pflichten wie aus einem obligatorischen Prospekt nach der Prospektverordnung. Der freiwillig erstellte Prospekt unterliegt allen Bestimmungen der Prospektverordnung und der Aufsicht der betreffenden zuständigen Behörde.

### Prüfung und Billigung eines Prospekts
Prospekte sind von den zuständigen Behörden der Unionsmitgliedstaaten zu prüfen und innert fünf bzw. zehn bzw. 20 Arbeitstagen zu billigen. Ein Prospekt darf erst dann veröffentlicht werden, wenn die jeweils zuständige Behörde ihn oder alle seine Bestandteile gemäß Artikel 10 gebilligt hat (siehe Artikel 20 Prospektverordnung). Unterlässt es die zuständige Behörde, innerhalb der in genannten Fristen eine Entscheidung über den Prospekt zu treffen, so gilt diese Unterlassung nicht als Billigung (Artikel 20 Abs. 2 Prospektverordnung).
Der Wortlaut und die Aufmachung des Prospekts und jeglicher Nachträge zum Prospekt, die der Öffentlichkeit zur Verfügung gestellt werden, müssen jederzeit mit der ursprünglichen Fassung identisch sein, die von der zuständigen Behörde des Herkunftsmitgliedstaats gebilligt wurde (Artikel 21 Abs. 10 Prospektverordnung).
Die zuständige Behörde hat gegenüber der Europäische Wertpapier- und Marktaufsichtsbehörde (ESMA) eine umgehende Informationspflicht über die Billigung von Prospekten und aller Prospektnachträge und muss dieser eine elektronische Kopie zur Verfügung stellen (Artikel 21 Abs. 5 Prospektverordnung).
Die Gebühren für die Billigung von Prospekten, von Dokumenten, die Bestandteil von Prospekten gemäß Artikel 10 oder von Prospektnachträgen sowie für die Hinterlegung einheitlicher Registrierungsformulare, einschlägiger Änderungen und endgültiger Bedingungen müssen angemessen und verhältnismäßig und auf der Website der zuständigen Behörde veröffentlicht sein.

### Veröffentlichung des Prospekts und von Nachträgen
Prospektveröffentlichung
In den Artikeln 21 bis 23 der Prospektverordnung finden sich die Regelungen zur Veröffentlichung des Prospekts bzw. zu Nachträgen zum Prospekt und die Werbung.
Prospekte dürfen grundsätzlich erst nach Billigung veröffentlicht werden, jedoch jedenfalls vor und spätestens mit Beginn des öffentlichen Angebots oder der Zulassung der betreffenden Wertpapiere zum Handel (Artikel 21 Abs. 1 Prospektverordnung). Der Prospekt ist, wenn der Prospekt in elektronischer Form veröffentlicht wird, auf der öffentlich frei zugänglichen und gebührenfreien Webseite eines für die Emission Verantwortlichen für den Zeitraum der Gültigkeit des Prospektes zu veröffentlichen (Artikel 21 Abs. 2 und 5 Prospektverordnung) als herunterladbare, ausdruckbare Datei, die einer Suchfunktion zugänglich ist. Verweise sind erforderlichenfalls in Form eines Hyperlinks zur Verfügung zu stellen (Artikel 21 Abs. 3 und 4 Prospektverordnung). Bei einem Prospekt, der mehrere Einzeldokumente umfasst und/oder Angaben in Form eines Verweises enthält, können die den Prospekt bildenden Dokumente und Angaben getrennt veröffentlicht und verbreitet werden, sofern sie der Öffentlichkeit gemäß Artikel 21 Abs. 2 Prospektverordnung zur Verfügung gestellt werden. Besteht der Prospekt aus gesonderten Einzeldokumenten gemäß Artikel 10, so ist in jedem dieser Einzeldokumente mit Ausnahme der mittels Verweis aufgenommenen Dokumente anzugeben, dass es sich dabei lediglich um einen Teil des Prospekts handelt und wo die übrigen Einzeldokumente erhältlich sind (Artikel 21 Abs. 10 Prospektverordnung).
Jedem potenziellen Anleger muss vom Emittenten, vom Anbieter, von der die Zulassung zum Handel an einem geregelten Markt beantragenden Person oder von den Finanzintermediären, die die Wertpapiere platzieren oder verkaufen, auf Verlangen kostenlos eine Version des Prospekts auf einem dauerhaften Datenträger oder als Papierausdruck zur Verfügung gestellt werden. Die Bereitstellung ist auf Rechtsordnungen beschränkt, in denen im Rahmen dieser Verordnung das öffentliche Angebot von Wertpapieren unterbreitet wird oder die Zulassung zum Handel an einem geregelten Markt erfolgt (Artikel 21 Abs. 11 Prospektverordnung).
Sowohl die nationale Behörde als auch ESMA haben eine unverzüglich Veröffentlichungspflicht sämtlicher Prospekte und Prospektnachträge auf deren öffentlich frei zugänglichen und gebührenfreien Webseite (Artikel 21 Abs. 5 und 6 Prospektverordnung), wobei diese Veröffentlichungen mindestens zehn Jahre lang in elektronischer Form öffentlich zugänglich sein müssen (Artikel 21 Abs. 7 Prospektverordnung).
Nachträge zum Prospekt
Unverzügliche Nachträge zu einem Prospekt sind erforderlich, wenn sich neue Umstände ergeben, wesentliche Unrichtigkeiten oder Ungenauigkeiten im Prospekt enthalten sind, welche die Bewertung der Wertpapiere beeinflussen können und die zwischen der Billigung des Prospekts und dem Auslaufen der Angebotsfrist oder, falls später, der Eröffnung des Handels an einem geregelten Markt auftreten oder festgestellt werden (Artikel 23 Abs. 1 Prospektverordnung).
Anleger, die ein öffentliches Angebot von Wertpapieren angenommen haben, bevor der Nachtrag veröffentlicht wurde, haben unter Umständen das Recht, ihre Zusagen innerhalb von zwei Arbeitstagen nach Veröffentlichung des Nachtrags zurückzuziehen. Diese Frist kann vom Emittenten oder vom Anbieter verlängert werden. Die Frist für das Widerrufsrecht wird im Nachtrag deutlich sichtbar angegeben (Artikel 23 Abs. 2 Prospektverordnung). Über die Veröffentlichung des Nachtrags sind Anleger grundsätzlich zu informieren (Artikel 23 Abs. 3 Prospektverordnung).

### Sprachenregelung
Grundsätzlich gilt für den Prospekt eine der Amtssprachen eines Unionsmitgliedstaates als erforderlich oder es kann eine von der Behörde anerkannte oder in einer in internationalen Finanzkreisen gebräuchlichen Sprache verwendet werden (Artikel 27 Abs. 1 und 3 Prospektverordnung). Sonderregelungen gelten bei grenzüberschreitenden Angeboten und für Übersetzungen.

### Werbung
Jede Werbung, die sich auf ein öffentliches Angebot von Wertpapieren oder auf eine Zulassung zum Handel an einem geregelten Markt bezieht, muss grundsätzlich (mit Ausnahmen) folgende die Grundsätze beachten (Artikel 22 Abs. 1 bis 5 Prospektverordnung):
1. In jeder Werbung ist darauf hinzuweisen, dass ein Prospekt veröffentlicht wurde bzw. zur Veröffentlichung ansteht und wo die Anleger ihn erhalten können;
2. Werbung muss klar als solche erkennbar sein. Die darin enthaltenen Informationen dürfen nicht unrichtig oder irreführend sein und müssen mit den im Prospekt enthaltenen Informationen übereinstimmen, falls er bereits veröffentlicht ist, oder die in den Prospekt aufzunehmen sind, falls er erst noch veröffentlicht wird;
3. Alle mündlich oder schriftlich verbreiteten Informationen über das öffentliche Angebot von Wertpapieren oder die Zulassung zum Handel an einem geregelten Markt müssen, selbst wenn sie nicht zu Werbezwecken dienen, mit den im Prospekt enthaltenen Informationen übereinstimmen;
4. Falls wesentliche Informationen von einem Emittenten oder einem Anbieter offengelegt und mündlich oder schriftlich an einen oder mehrere ausgewählte Anleger gerichtet werden, müssen diese Informationen entweder
  1. allen anderen Anlegern, an die sich das Angebot richtet, mitgeteilt werden, falls keine Veröffentlichung eines Prospekt gemäß Artikel 1 Absätze 4 und 5 erforderlich ist, oder
  2. in den Prospekt oder in einen Nachtrag zum Prospekt gemäß Artikel 23 Absatz 1 aufgenommen werden, falls die Veröffentlichung eines Prospekts erforderlich ist.

Die Überwachung obliegt der zuständigen Behörde des Unionsmitgliedstaats, in dem die Werbung verbreitet wird (Artikel 22 Abs. 6 Prospektverordnung). Diese Überwachung kann gebührenpflichtig sein (Artikel 22 Abs. 7 Prospektverordnung).

## Schutzmaßnahmen
Zum Schutz der Anleger kann die zuständige Behörde Schutz- und Vorsichtsmaßnahmen ergreifen, wenn von Emittenten, Anbietern oder der die Zulassung zum Handel an einem geregelten Markt beantragenden Personen oder von den mit der Platzierung des öffentlichen Angebots von Wertpapieren beauftragten Finanzintermediären Unregelmäßigkeiten begangen worden sind oder dass diese Personen den Pflichten, die ihnen aus dieser Verordnung erwachsen, nicht nachgekommen sind (Artikel 37 Abs. 1 Prospektverordnung). Entsprechende Meldestellen sind in den Unionsmitgliedstaaten zu errichten und Whistleblower sind besonders zu schützen (Artikel 41 Prospektrichtlinie).
Über Maßnahmen, die gegen solche fehlbare Personen ergriffen werden, wird zudem von der zuständigen Behörde die Kommission und die ESMA unverzüglich informiert (Artikel 37 Abs. 2 und 43 Prospektverordnung).
Als Maßnahmen gegen solche fehlbare Personen können wirksame, verhältnismäßige und abschreckende verwaltungsrechtliche Sanktionen und andere verwaltungsrechtliche Maßnahmen ergriffen werden (Artikel 38 Abs. 1 Prospektverordnung). Unionsmitgliedstaaten können zusätzliche Sanktionen oder Maßnahmen sowie höhere Verwaltungsgeldstrafen, als in der Prospektverordnung vorgesehen, festgelegt (Artikel 38 Abs. 3 Prospektverordnung).

## Rechtliche Grundlage
Die Prospektverordnung stützt sich auf Artikel 114 AEUV (Binnenmarktkompetenz) und wird durch Delegierte Verordnungen der Europäischen Kommission ergänzt.

## Außer Kraft treten der Prospektrichtlinie
Die Prospektverordnung ersetzte spätestens am 21. Juli 2019 die zuvor geltende und grundsätzlich denselben Sachverhalt regelnde Richtlinie 2003/71/EG (Prospektrichtlinie). Bezugnahmen auf die Richtlinie 2003/71/EG in anderen Rechtsakten gelten nunmehr als Bezugnahmen auf die Prospektverordnung und sind nach Maßgabe der Entsprechungstabelle in Anhang VI der Prospektverordnung zu lesen.